# Yūto Totsuka
Yūto Totsuka (戸塚優斗?, Totsuka Yūto; Yokohama, 27 settembre 2001) è uno snowboarder giapponese, specialista dell'halfpipe.

## Biografia
Originario di Yokohama e specializzato nell'halfpipe Yūto Totsuka ha esordito in campo internazionale il 31 gennaio 2016, arrivando 6⁰ in una gara FIS disputatasi a Sapporo. L'8 settembre 2018 ha debuttato in Coppa del Mondo ottenendo subito il suo primo podio, nonché la sua prima vittoria a Cardrona, in Nuova Zelanda.
Ha preso parte a due edizioni dei Giochi olimpici invernali, a PyeongChang 2018, si è classificato undicesimo nella gara di halfpipe. Durante la finale è caduto, sbattendo sul bordo dell'halfpipe e ferendosi all'anca, per poi essere portato via in barella. A Pechino 2022, si è classificato decimo nella stessa disciplina. 
Alla sua prima partecipazione ai campionati mondiali ha vinto la medaglia d'argento nell'halfpipe a Park City 2019, mentre ad Aspen 2021 ha vinto la medaglia d'oro e il bronzo a Engadina 2025.

## Palmarès

### Mondiali
- 3 medaglie:
  - 1 oro (halfpipe ad Aspen 2021)
  - 1 argento (halfpipe a Park City 2019)
  - 1 bronzo (halfpipe a Engadina 2025)

### Winter X Games
- 3 medaglie:
  - 1 oro (superpipe ad Aspen 2021)
  - 3 argenti (superpipe ad Aspen 2019; superpipe ad Aspen 2020; superpipe ad Aspen 2025)

### Coppa del Mondo
- Miglior piazzamento nella Coppa del Mondo generale di freestyle: 2º  nel 2018, nel 2020 e nel 2021
- Vincitore della Coppa del Mondo di halfpipe nel 2018, nel 2019 e nel 2021
- 21 podi:
  - 8 vittorie
  - 7 secondi posti
  - 6 terzi posti

#### Coppa del Mondo - vittorie
| Data             | Luogo            | Paese         | Disciplina |
| ---------------- | ---------------- | ------------- | ---------- |
| 8 settembre 2017 | Cardrona         | Nuova Zelanda | HP         |
| 15 febbraio 2019 | Calgary          | Canada        | HP         |
| 9 marzo 2019     | Mammoth Mountain | Stati Uniti   | HP         |
| 31 marzo 2020    | Mammoth Mountain | Stati Uniti   | HP         |
| 23 gennaio 2021  | Laax             | Svizzera      | HP         |
| 21 marzo 2021    | Aspen            | Stati Uniti   | HP         |
| 3 febbraio 2024  | Mammoth Mountain | Stati Uniti   | HP         |
| 8 dicembre 2024  | Secret Garden    | Cina          | HP         |

Legenda:

HP = Halfpipe